# アレハンドロ・グリマルド
アレハンドロ・グリマルド・ガルシア（Alejandro Grimaldo García, 1995年9月20日 - ）は、スペイン・バレンシア出身のサッカー選手。ブンデスリーガ・バイエル・レバークーゼン所属。スペイン代表。ポジションはDF。

## クラブ経歴

### バルセロナB
2006年からバレンシアCFのユースチームでキャリアをスタートさせ、2008年にFCバルセロナのユースチームに移籍した。2011年9月4日、FCバルセロナBからFCカルタヘナ戦において15歳と349日で公式戦デビューを果たし、セグンダ・ディビシオン最年少記録を更新した。
2015年10月、バルセロナBでキャプテンを務めていたグリマルドは、トップチームに参加できないことを不満に感じて当時バルセロナの監督だったルイス・エンリケをメディアを通じて批判。これに対してバルセロナ側は不快感を表し、契約が残り半年になっていたグリマルドの放出を希望した。

### ベンフィカ
2015年12月30日、2019年までの契約でSLベンフィカへの移籍が発表された。ベンフィカ加入から約1ヶ月後の2016年1月26日にタッサ・ダ・リーガモレイレンセFC戦にてシルヴィオとの交代でデビューすると、その後はスタメンに定着した。
2018年12月12日のCLグループリーグ最終節AEKアテネ戦では、試合終了間際に約30メートルの距離からフリーキックを決め、チームを勝利に導いた。しかし、チームはグループリーグを3位で敗退したことにより、ELに回ることなった。
ELでは、アウェーゴールの差でフランクフルトに準々決勝で敗れるも、グリマルドはジョアン・フェリックスと共にその年のEL優秀選手に選ばれた。
2019年11月、年内で契約が切れることもありグリマルドにはアーセナルやナポリ、母国スペインのアトレティコ・マドリードなど複数のクラブチームが興味を示していたが、2023年まで契約を延長した。

### バイエル・レバークーゼン
2023年6月末で契約満了となるグリマルドは5月15日、2023-24シーズンからブンデスリーガのバイエル・レバークーゼンに加入することが発表された。加入1シーズン目は、同郷のシャビ・アロンソ監督の下、アシスト王となる13アシストを記録してチームのブンデスリーガ無敗優勝に大きく貢献した。

## 代表歴
スペイン代表として2012年にUEFA U-19欧州選手権に出場した。
2023年、キャリア初となるA代表への招集を受けた。

## 個人成績

### クラブ
2022年10月29日現在 
| シーズン   | クラブ      | リーグ             | リーグ戦 | リーグ戦 | カップ戦 | カップ戦 | カップ戦 | カップ戦 | 国際大会 | 国際大会 | その他 | その他 | 通算 | 通算 |  |
| シーズン   | クラブ      | リーグ             | 出場     | 得点     | 出場     | 出場     | 得点     | 得点     | 出場     | 得点     | 出場   | 得点   | 出場 | 得点 |  |
| ---------- | ----------- | ------------------ | -------- | -------- | -------- | -------- | -------- | -------- | -------- | -------- | ------ | ------ | ---- | ---- |  |
| 2011-12    | バルセロナB | セグンダ           | 1        | 0        | -        | -        | -        | -        | 5        | 0        | -      | -      | 6    | 0    |  |
| 2012-13    | バルセロナB | セグンダ           | 24       | 0        | -        | -        | -        | -        | -        | -        | -      | -      | 24   | 0    |  |
| 2013-14    | バルセロナB | セグンダ           | 14       | 0        | -        | -        | -        | -        | 0        | 0        | -      | -      | 14   | 0    |  |
| 2014-15    | バルセロナB | セグンダ           | 36       | 4        | -        | -        | -        | -        | -        | -        | -      | -      | 36   | 4    |  |
| 2015-16    | バルセロナB | プリメーラ・RFEF   | 17       | 2        | -        | -        | -        | -        | -        | -        | -      | -      | 17   | 2    |  |
| クラブ通算 | クラブ通算  | クラブ通算         | 92       | 6        | -        | -        | -        | -        | 5        | 0        | -      | -      | 97   | 6    |  |
| シーズン   | クラブ      | リーグ             | リーグ戦 | リーグ戦 | カップ戦 | カップ戦 | リーグ杯 | リーグ杯 | 国際大会 | 国際大会 | その他 | その他 | 通算 | 通算 |  |
| シーズン   | クラブ      | リーグ             | 出場     | 得点     | 出場     | 得点     | 出場     | 得点     | 出場     | 得点     | 出場   | 得点   | 出場 | 得点 |  |
| 2015-16    | ベンフィカ  | プリメイラ・リーガ | 2        | 0        | -        | -        | 3        | 0        | 0        | 0        | -      | -      | 5    | 0    |  |
| 2016-17    | ベンフィカ  | プリメイラ・リーガ | 14       | 2        | 2        | 0        | -        | -        | 4        | 0        | 1      | 0      | 21   | 2    |  |
| 2017-18    | ベンフィカ  | プリメイラ・リーガ | 28       | 1        | 2        | 0        | 1        | 0        | 4        | 0        | 1      | 0      | 36   | 1    |  |
| 2018-19    | ベンフィカ  | プリメイラ・リーガ | 34       | 4        | 4        | 0        | 1        | 0        | 15       | 3        | -      | -      | 54   | 7    |  |
| 2019-20    | ベンフィカ  | プリメイラ・リーガ | 26       | 0        | 5        | 0        | 0        | 0        | 8        | 0        | 1      | 1      | 40   | 1    |  |
| 2020-21    | ベンフィカ  | プリメイラ・リーガ | 31       | 2        | 4        | 0        | 0        | 0        | 7        | 0        | 1      | 0      | 43   | 2    |  |
| 2021-22    | ベンフィカ  | プリメイラ・リーガ | 29       | 5        | 2        | 1        | 3        | 0        | 14       | 0        | -      | -      | 48   | 6    |  |
| 2022-23    | ベンフィカ  | プリメイラ・リーガ | 9        | 0        | 1        | 0        |          |          | 9        | 1        |        |        | 19   | 1    |  |
| クラブ通算 | クラブ通算  | クラブ通算         | 173      | 14       | 20       | 1        | 8        | 0        | 61       | 4        | 4      | 1      | 266  | 20   |  |
| 総通算     | 総通算      | 総通算             | 265      | 20       | 20       | 1        | 8        | 0        | 66       | 4        | 4      | 1      | 363  | 26   |  |

1. ↑  NextGen シリーズ
2. ↑  UEFAユースリーグ
3. 1 2 3 4  スーペルタッサ・カンディド・デ・オリベイラ

2023-2024
33 10

## タイトル

### クラブ
ベンフィカ
- プリメイラ・リーガ: 2015-16, 2016-17, 2018-19, 2022-23
- タッサ・デ・ポルトガル: 2016-17
- タッサ・ダ・リーガ: 2015-16
- スーペルタッサ・カンディド・デ・オリベイラ: 2016, 2017, 2019

バイエル・レバークーゼン
- ブンデスリーガ: 2023-24
- DFBポカール:2023-24

### 代表
U-19スペイン代表
- UEFA U-19欧州選手権: 2012[10]

スペイン代表
- UEFA欧州選手権: 2024

### 個人
- UEFAヨーロッパリーグ優秀選手: 2018-19[11]